# Daniel McLay
Daniel McLay (Wellington, 3 januari 1992) is een Brits wielrenner die sinds 2025 voor Team Visma-Lease a Bike uitkomt.

## Biografie
Daniel McLay begon met wielrennen op zesjarige leeftijd. Hij boekte op jonge leeftijd al successen op de Britse nationale kampioenschappen op de piste. Dit leverde hem in 2007 een selectie op voor de Europees Jeugd Olympisch Festival, waar hij het criterium en de wegwedstrijd betwistte.
McLay werd in 2008 geselecteerd om het Verenigd Koninkrijk te vertegenwoordigen op het Europese kampioenschap veldrijden voor junioren, waar hij als laatste eindigde.
Meer succes had hij op de piste, waar hij in 2009 brons won in de koppelkoers op het Europese kampioenschap baanwielrennen, samen met Sam Harrison. Ook in 2010 kende hij successen op de piste. Zo werd hij samen met Simon Yates wereldkampioen koppelkoers voor junioren.
2014 was een sleuteljaar in de carrière van McLay. Hij won de derde etappe in de Ronde van de Toekomst in een massasprint. Ook won hij de 3de etappe in de Paris-Arras Tour en eindigde hij vierde in het eindklassement. Deze prestaties leverden hem in 2015 een profcontract op bij Bretagne-Séché Environnement, een Franse Continentale ploeg. reeds in zijn eerste jaar als prof boekte hij zijn eerste profzege. Hij was de snelste in de 3de etappe van de Ronde van Gabon, waar hij het haalde voor ploegmaat Jawhen Hoetarovitsj. In zijn eerste World Tour wedstrijd, Parijs-Nice 2015, werd McLay achtste in de vijfde etappe.

## Baanwielrennen

### Palmares
| Jaar     | BK       | EK         | WK                                | Overig   |
| Junioren | Junioren | Junioren   | Junioren                          | Junioren |
| -------- | -------- | ---------- | --------------------------------- | -------- |
| 2009     |          | Ploegkoers |                                   |          |
| 2010     |          |            | Ploegkoers · Ploegenachtervolging |          |

## Wegwielrennen

### Overwinningen
2010
1e etappe Driedaagse van Axel
Brits kampioen op de weg, Junioren
2014
3e etappe Ronde van Normandië
Puntenklassement Ronde van Normandië
3e etappe Paris-Arras Tour
3e etappe Ronde van de Toekomst
Eindklassement OZ Wielerweekend
2015
3e etappe La Tropicale Amissa Bongo
2016
GP Denain
Grote Prijs van de Somme
2017
Trofeo Playa de Palma-Palma
Eurométropole Tour
2018
4e etappe Ronde van de Sarthe
2019
1e etappe Herald Sun Tour
2e etappe Ronde van Guangxi
2020
5e en 6e etappe Ronde van Portugal

### Resultaten in voornaamste wedstrijden
| Jaar | Ronde van Italië | Ronde van Frankrijk | Ronde van Spanje |
| ---- | ---------------- | ------------------- | ---------------- |
| 2015 |                  |                     |                  |
| 2016 |                  | 170e                |                  |
| 2017 |                  | opgave              |                  |
| 2018 |                  |                     |                  |
| 2019 |                  |                     |                  |
| 2020 |                  |                     |                  |
| 2021 |                  | opgave              |                  |
| 2022 |                  |                     | 120e             |
| 2023 |                  |                     |                  |
| 2024 |                  | 136e                |                  |
| 2025 |                  |                     |                  |

| Jaar | Milaan-San Remo | Gent-Wevelgem | Ronde van Vlaanderen | Parijs-Roubaix | Amstel Gold Race | E3 Harelbeke | Parijs-Tours | Brussels Cycling Classic |  | WK op de weg |  | Wereldranglijsten |
| ---- | --------------- | ------------- | -------------------- | -------------- | ---------------- | ------------ | ------------ | ------------------------ |  | ------------ |  | ----------------- |
| 2015 |                 |               |                      | opgave         |                  |              | opgave       | 6e                       |  |              |  |                   |
| 2016 |                 |               |                      | opgave         |                  | opgave       | 31e          |                          |  | opgave       |  |                   |
| 2017 |                 |               |                      | buit.tijd      |                  |              |              | 28e                      |  |              |  |                   |
| 2018 | opgave          |               |                      |                |                  |              | 79e          |                          |  |              |  | 325e (UWT)        |
| 2019 | 160e            |               |                      |                |                  |              |              |                          |  |              |  |                   |
| 2020 | 133e            |               |                      |                |                  |              |              | 13e                      |  |              |  |                   |
| 2021 | 88e             | 54e           | 107e                 | opgave         |                  |              |              |                          |  |              |  |                   |
| 2022 |                 |               |                      |                |                  |              |              | 16e                      |  |              |  |                   |
| 2023 |                 | 10e           | 96e                  | opgave         |                  | opgave       | opgave       |                          |  |              |  |                   |
| 2024 |                 | opgave        | opgave               | buit.tijd      |                  |              |              |                          |  |              |  |                   |
| 2025 | 146e            | opgave        |                      |                | opgave           |              |              |                          |  |              |  |                   |

## Ploegen
- 2015 –  Bretagne-Séché Environnement
- 2016 –  Fortuneo-Vital Concept
- 2017 –  Fortuneo-Oscaro[1]
- 2018 –  Team EF Education First-Drapac p/b Cannondale
- 2019 –  EF Education First Pro Cycling
- 2020 –  Arkéa-Samsic
- 2021 –  Arkéa-Samsic
- 2022 –  Arkéa-Samsic
- 2023 –  Arkéa-Samsic
- 2024 –  Arkéa-B&B Hotels
- 2025 –  Team Visma-Lease a Bike

Bideau · Boulo · Brun · Cam · Delaplace · Fédrigo · B. Feillu · R. Feillu · Fonseca · Gérard · Guillou · Hivert · Hoetarovitsj · Jarrier · Laborie · Ledanois · McLay · Périchon · Sepúlveda · Vachon · Bonnamour (stagiair) · Godoy (stagiair) · Madouas (stagiair)
Bonnamour · Bouet · Corbel · Daniel · Delaplace · Feillu · Fonseca · Gérard · Gesbert · Hardy · Jarrier · Jeannesson · Ledanois · McLay · Mourey · Périchon · Pichon · Sepúlveda · Vachon · Vallée · Guernalec (stagiair) · Molly (stagiair) · Riou (stagiair)
Breschel · Brown · Canty · Cardona · Carthy · S. Clarke · W. Clarke · Craddock · Docker · Dombrowski · Howes · Langeveld · Magnusson · Martínez · McLay · Modolo · Moreno · Owen · Phinney · Rolland · Scully · Urán · Van Asbroeck · Vanmarcke · Woods
Bennett · van den Berg · Bettiol · Breschel · Brown · Caicedo · Carthy · Clarke · Craddock · Docker · Dombrowski · Higuita · Hofland · Howes · Kangert · Langeveld · Martínez · McLay · Modolo · Morton · Owen · Phinney · Scully · Urán · van Garderen · Vanmarcke · Villalobos · Whelan · Woods
Anacona · Barguil · Bonnamour · Boudat · Bouet · Bouhanni · Declercq · Delaplace · Gesbert · Grondin · Guernalec · Hardy · Jarrier · Le Roux · Ledanois · Louvel · McLay · Noppe · Owsian · Pichon · D. Quintana · N. Quintana · Riou · Rosa · Russo · Swift · Vachon · Welten · Lecamus-Lambert (stagiair) · Vauquelin (stagiair)
Anacona · Barguil · Barré (vanaf 1/8) · Bouet · Bouhanni · Capiot · Declercq · Delaplace · Edet · Flórez · Gesbert · Grondin · Guernalec · Guglielmi · Hardy · Hofstetter · Ledanois · Louvel · McLay · Noppe · Owsian · Pajur · Pichon · D. Quintana · N. Quintana · Ries · Riou · Russo · Swift · Vauquelin · Verre · Clynhens (stagiair) · Costiou (stagiair) · Thierry (stagiair)
Barguil · Barré · Biermans · Bouet · Bouhanni · Capiot · Champoussin · Costiou · Dekker · Delaplace · Démare (vanf 1/8) · Edet · Gesbert · Grondin · Guernalec · Guglielmi · Hofstetter · Le Berre · Ledanois · Louvel · McLay · Mozzato · Owsian · Pichon · Ponomar (tot 31/7) · Ries · Riou · Rodríguez · Russo · Vauquelin · Verre · Dauphin (stagiair) · Gillet (stagiair) · Tjøtta (stagiair)
Albanese · Barré · Biermans · Capiot · Champoussin · Costiou · Dekker · Delaplace · Démare · García Pierna · Gesbert · Grondin · Guernalec · Guglielmi · Huys · Le Berre · Ledanois(tot 15/8) · Louvel · McLay · Mozzato · Owsian · Ries · Riou · Rodríguez · Scotson · Sénéchal · Thierry (vanaf 1/9) · Vauquelin · Venturini · Verre